# Condado de Jones (Dakota del Sur)
El condado de Jerauld (en inglés: Jerauld County, South Dakota), fundado en 1883, es uno de los 66 condados en el estado estadounidense de Dakota del Sur. En el 2000 el condado tenía una población de  1193 habitantes en una densidad poblacional de  personas por <1 km². La sede del condado es Murdo.

## Geografía
Según la Oficina del Censo, el condado tiene un área total de 2517 km² (971,8 mi²), de la cual 2514 km² (970,7 mi²) es tierra y 3 km² (1,2 mi²) es agua.

### Condados adyacentes
- Condado de Stanley - norte
- Condado de Lyman - este
- Condado de Mellette - sur
- Condado de Jackson - suroeste
- Condado de Haakon - noroeste

### Área Nacional protegida
- Fort Pierre National Grassland (parte)

## Demografía
En el 2000 la renta per cápita promedia del condado era de $30 288, y el ingreso promedio para una familia era de $37 500. El ingreso per cápita para el condado era de $15 896. En 2000 los hombres tenían un ingreso per cápita de $23 289 versus $17 143 para las mujeres. Alrededor del 15.80% de la población estaba bajo el umbral de pobreza nacional.
| 1920 | 1930 | 1940 | 1950 | 1960 | 1970 | 1980 | 1990 | 2000 | Est. 2008 |
| ---- | ---- | ---- | ---- | ---- | ---- | ---- | ---- | ---- | --------- |
| 3004 | 3177 | 2509 | 2281 | 2066 | 1882 | 1463 | 1324 | 1193 | 1024      |

## Localidades

### Ciudades y pueblos
- Draper
- Murdo
- Okaton

### Municipios
| - Municipio de Buffalo - Municipio de Draper - Municipio de Dunkel - Municipio de Kolls - Municipio de Morgan - Municipio de Mullen - Municipio de Mussman | - Municipio de Okaton - Municipio de Scovil - Municipio de South Creek - Municipio de Virgil - Municipio de Williams Creek - Municipio de Zickrick |

### Territorio No Organizado
- Central Jones
- Grandview
- North Jones
- Rich Valley
- Westover

## Mayores autopistas
- Interestatal 90
- Carretera de U.S. 83